# کسی² بزغاله
کسی² بزغاله یک ستاره است که در صورت فلکی بزغاله قرار دارد.